# Cornija de neve

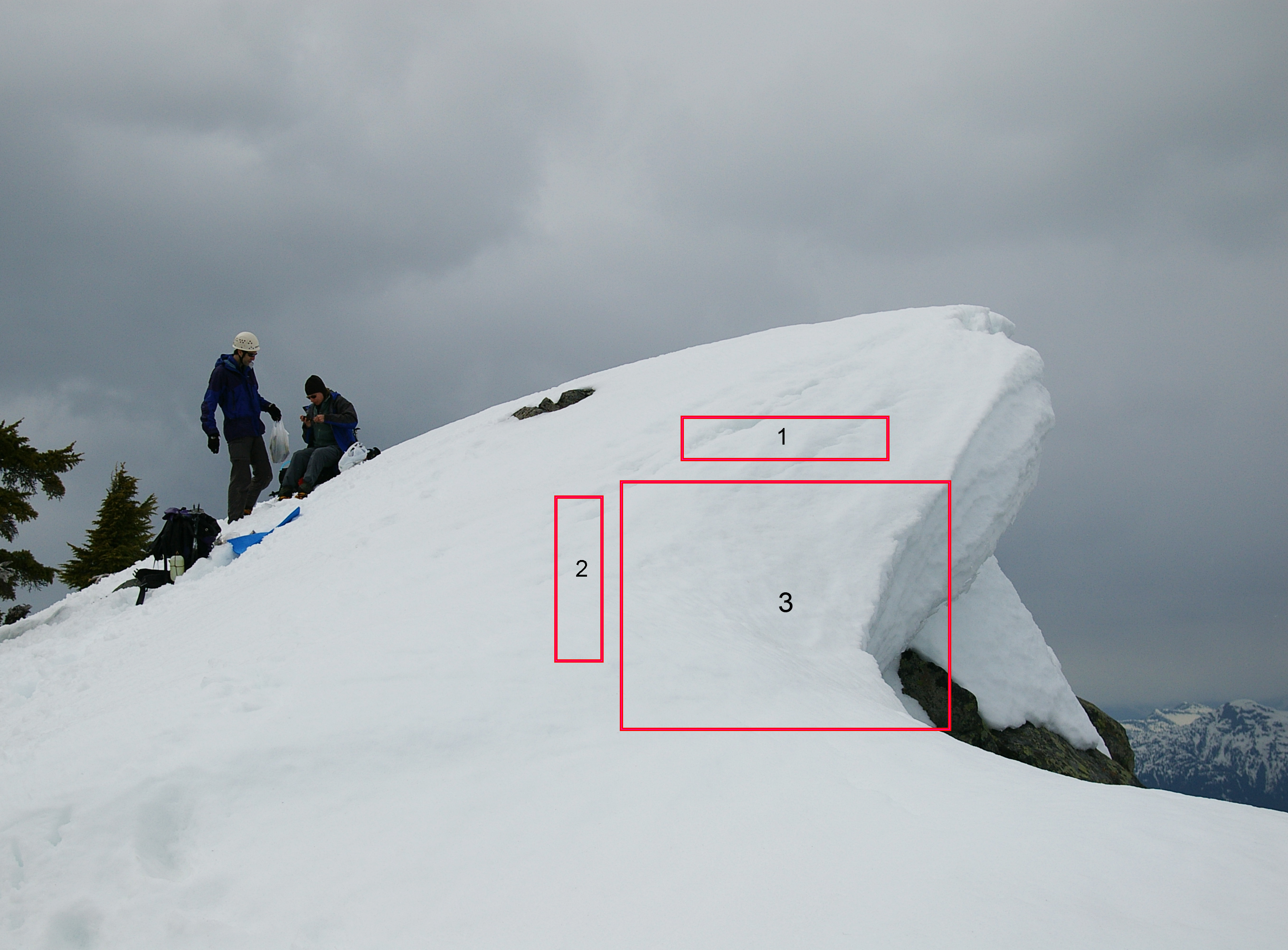
Uma cornija de neve quase a abater. São visíveis fendas na neve, na zona (1). A área (3) caiu pouco depois desta fotografia ter sido obtida, deixando a zona (2) como aresta exposta.

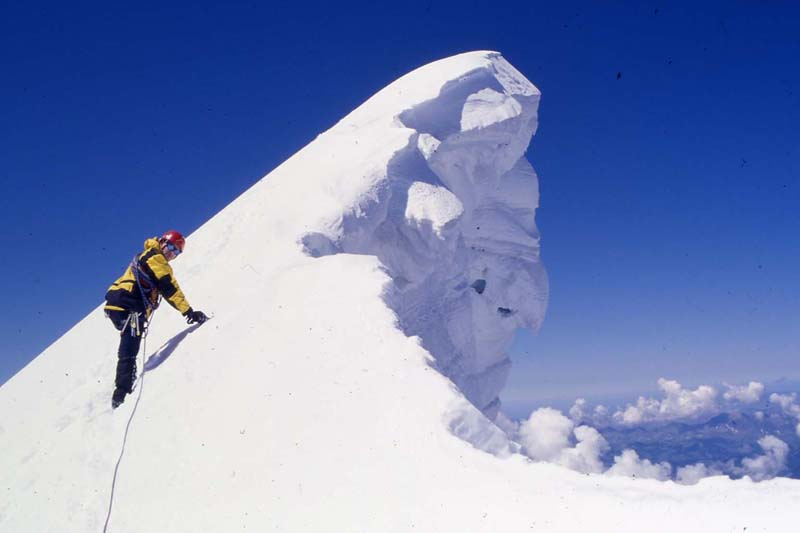
Cornija de neve na Aiguille de Bionnassay.

Uma cornija de neve, ou apenas cornija, é uma acumulação de neve numa aresta, tergo ou crista de uma montanha, causada pelo vento, sendo mais comum no lado sotavento da montanha. As cornijas de neve são extremamente perigosas para os montanhistas, e a passagem sobre elas deve ser evitada por razões de segurança. Vários acidentes mortais, como o de Hermann Buhl no Chogolisa, se deveram a cornijas de neve.
Uma cornija de neve apresenta-se como uma plataforma de variável dimensão, surgindo quando o vento sopra forte numa só direção fixa em relação ao tergo com neve acumulada.
As cornijas de neve são também responsáveis pela ocorrência de avalanches, e são particularmente vulneráveis ao colapso durante períodos de aquecimento.